# Kanton Saint-Benoît-1
Kanton Saint-Benoît-1 (francouzsky Canton de Saint-Benoît-1) je francouzský kanton v departementu Réunion v regionu Réunion. Tvoří ho část města Saint-Benoît a obec La Plaine-des-Palmistes.